# چائوچینا
چائوچینا (به اسپانیایی: Chauchina) یک دهستان در اسپانیا است که در استان گرانادا واقع شده‌است. چائوچینا ۲۱٫۲۱ کیلومتر مربع مساحت و ۴٬۷۰۷ نفر جمعیت دارد و ۵۵۱ متر بالاتر از سطح دریا واقع شده‌است.